# Norton (Doncaster)
Norton – wieś w Anglii, w hrabstwie ceremonialnym South Yorkshire, w dystrykcie metropolitalnym Doncaster. Leży 34 km na północny wschód od miasta Sheffield i 247 km na północ od Londynu. Miejscowość liczy 4381 mieszkańców.